# 이레지역
이레지역(일본어: 入地駅)은 일본 이바라키현 류가사키시에 위치한 간토 철도 류가사키 선의 철도역이다. 단선 승강장 1면 1선의 구조를 갖춘 지상역이다.

## 역 주변
- 류가사키 시립 가와라시로 초등학교
- 류가사키 시립 가와라시로 커뮤니티 센터

## 역사
- 1901년 1월 1일 : 류가사키 철도의 역으로서 개업.
- 1944년 5월 13일 : 류가사키 철도가 가시마 산구 철도에 합병되어, 동시에 류가사키 선의 역이 됨.
- 1965년 6월 1일 : 가시마 산구 철도와 조소치쿠세이 철도가 합병해서 간토 철도가 발족해, 이 회사 류가사키 선의 역이 됨.
- 시기 불명 : 교환 설비 폐지.
- 2009년 3월 14일 : IC 카드 PASMO 사용 개시.

## 인접 역
| 간토 철도 ■ 류가사키 선 | 간토 철도 ■ 류가사키 선 | 간토 철도 ■ 류가사키 선 |
| ----------------------- | ----------------------- | ----------------------- |
| 사누키 사누키 방면      | 류가사키 선             | 류가사키 류가사키 방면  |